# 朝鲁孟
朝鲁孟（1966年—），内蒙古四子王旗人，蒙古族，中华人民共和国基层政治人物、第十一届全国人民代表大会内蒙古地区代表。
中国共产党党员，担任内蒙古自治区四子王旗查干补力格苏木格日乐图雅嘎查党支部书记。2008年起担任全国人大代表。